# Aeroportul Ulan-Ude
Aeroportul Ulan-Ude (IATA: UUD, ICAO: UIUU) este un aeroport din Ulan-Ude, Ulan-Ude Urban Okrug⁠(d), Bureatia, Rusia ce deservește zona Ulan-Ude. Aeroportul a fost tranzitat în 2018 de 376.774 de pasageri. A fost numit după zona deservită.
Situat la o altitudine de 515 m, aeroportul dispune de 1 pistă. Este operat de Novaport⁠(d).

## Infrastructură

### Piste
Aeroportul dispune de o singură pistă. Pista 08/26 are suprafața de beton și dimensiunile 2.997 m × 42 m. 